# Arméniens du Liban
Les Arméniens du Liban (en arménien : Լիբանահայ prononcé « Lipanahay » en arménien occidental et « Libanahay » en arménien oriental ; en arabe : اللبنانيون الأرمن) forment depuis des siècles une communauté au sein de ce pays. Celle-ci s'est considérablement renforcée depuis le début du XXe siècle à la suite du génocide arménien de 1915.

## Histoire

### Époque contemporaine
Après la guerre qu'a connue le Liban des années 1970 à début 1990, et les récentes tensions que connaît le pays, une partie non négligeable de la communauté arménienne a émigré vers l'Amérique du Nord et l'Europe (en France principalement).
Cette communauté, malgré sa coexistence avec d'autres religions, est profondément intégrée et active dans la société libanaise : elle participe à la vie politique et sociale du pays, ainsi qu'au commerce.
De plus, elle dispose de plusieurs églises, écoles, universités, centres sportifs et culturels.
Elle est essentiellement concentrée au centre de Beyrouth ainsi que dans la ville voisine de Bourj Hammoud. Enfin, les Arméniens du Liban, lors de leur exode de Turquie, ont été placés par la France à l'est du pays et ont ainsi fondé une cité au sein de la vieille ville d'Anjar, située à l'est du pays, dans la vallée de la Bekaa, qui devient alors l'équivalent d'Armenia Town. 
Les trois principaux partis arméniens, Dashnak, Hentchak et Ramgavar, participent activement à la vie politique du Liban.